# Urdd Gobaith Cymru
Die Urdd Gobaith Cymru [ˈɨrð ˈɡɔbaɪθ ˈkəmrɨ], wörtlich Walisische Liga der Hoffnung, üblicherweise als Walisische Jugendliga übersetzt, ist eine Jugendorganisation in Wales, die sich der Förderung der walisischen Sprache und Kultur widmet. Sie besitzt rund 900 lokale Sektionen und zählt mehr als 50.000 Mitglieder (Stand: 2013). Die Urdd, die größte Jugendorganisation von Wales, organisiert zahlreiche Aktivitäten für ihre Mitglieder, die von kleinen Treffen bis zum einwöchigen Urdd Eisteddfod reichen.
Die Gründung erfolgte 1922 durch Sir Ifan ab Owen Edwards nach einem Aufruf im Kindermagazin Cymru'r Plant („Das Wales der Kinder“). Der erste lokale Ableger entstand im selben Jahr in Treuddyn (Flintshire). 1925 publizierte die Urdd die erste „Botschaft des Friedens und des Wohlwollens“ der walisischen Jugend an die Welt – eine Tradition, die seither jährlich am 18. Mai aufrechterhalten wird. Das Logo der Urdd ist eine dreieckige Stilisierung der walisischen Flagge, wobei der Drache durch einen einfachen roten Streifen ersetzt ist. 
Es gibt drei Altersgruppen: Grundstufe bis 11 Jahre, Sekundarstufe von 11 bis 16 Jahren und die Urddaholics zwischen 16 und 25 Jahren. Die Urdd ist in lokale Sektionen aufgeteilt, deren Einzugsgebiet mit jenen der walisischsprachigen Schulen übereinstimmt. Diese Gruppen wiederum sind in Verbänden der einzelnen Grafschaften zusammengeschlossen. Die Urdd organisiert sportliche Wettkämpfe (darunter Rugby Union, Fußball, Leichtathletik, Turnen und zahlreiche andere) und kulturelle Anlässe. Die Gewinner lokaler Wettbewerbe qualifizieren sich für regionale Wettbewerbe und schließlich für das nationale Finale; im Falle der nichtsportlichen Wettbewerbe ist dies der Urdd Eisteddfod.
Vereinszweck ist in erster Linie, das Erlernen der walisischen Sprache und deren Gebrauch im Alltag zu fördern. Willkommen sind sowohl Muttersprachler als auch Walisischlernende. Gleichzeitig soll mittels humanitärer Aktionen auch der interkulturelle Austausch gepflegt werden. Die Urdd veröffentlicht drei Magazine, die sich je nach Alter und Sprachkenntnissen an bestimmte Zielgruppen richten.